# Edward José
Edward José (Róterdam, Holanda, 5 de julio de 1865- 18 de diciembre de 1930) fue un director y actor cinematográfico belga, activo en la época del cine mudo. 

## Biografía
Nacido en Róterdam, Holanda. A lo largo de su carrera dirigió 42 filmes entre 1915 y 1925, actuando en 12 entre 1910 y 1916.
Su nombre apareció en el reparto de The Motor Fiend, una comedia de 1910 dirigida por Theodore Wharton y producida por Pathé en los Estados Unidos. En su segundo film, How Rastus Gets His Turkey, colaboró también en el guion, iniciando así una trayectoria en la que alternó la escritura con la interpretación y la dirección. Como director tuvo la oportunidad de trabajar con intérpretes como Pauline Frederick, Alice Joyce, Pearl White y Norma Talmadge. En 1918/1919 rodó para Famous Players-Lasky tres películas interpretadas por la célebre Lina Cavalieri.
Como actor acompañó a Theda Bara en la película A Fool There Was en 1915, y fue uno de los intérpretes principales de The Perils of Pauline, un afamado serial protagonizado por Pearl White.
Falleció en Niza, Francia, el 18 de diciembre de 1930, a los 65 años de edad.

## Filmografía completa

### Director
- Simon, the Jester (1915)
- The Closing Net (1915)
- Nedra (1915)
- The Beloved Vagabond (1915)
- The Iron Claw, codirigida con George B. Seitz (1916)
- Ashes of Embers, codirigida con Joseph Kaufman (1916)
- The Light That Failed (1916)
- Pearl of the Army (1916)
- Hungry Heart (1917)
- Mayblossom (1917)
- Poppy (1917)
- The Moth (1917)
- Her Silent Sacrifice (1917)
- Woman and Wife (1918)
- La Tosca (1918)
- Resurrection (1918)
- Love's Conquest (1918)
- Fedora (1918)
- Private Peat (1918)
- A Woman of Impulse (1918)
- My Cousin (1918)
- The Doctor and the Bricklayer (1919)
- The Two Brides (1919)
- Fires of Faith (1919)
- The Splendid Romance (1919)
- The Isle of Conquest (1919)
- The Fighting Shepherdess (1920)
- Mothers of Men (1920)
- The Yellow Typhoon (1920)
- The Riddle: Woman (1920)
- What Women Will Do (1921)
- Her Lord and Master (1921)
- The Scarab Ring (1921)
- The Inner Chamber (1921)
- Matrimonial Web (1921)
- Rainbow (1921)
- The Prodigal Judge  (1922)
- The Man from Downing Street (1922)
- The Girl in His Room (1922)
- God's Prodigal (1923)
- Le Puits de Jacob (1925)
- Terreur, codirigida con Gérard Bourgeois (1925)

### Actor
- The Motor Fiend, de Theodore Wharton (1910)
- How Rastus Gets His Turkey, de Theodore Wharton (1910)
- A Leech of Industry, de Oscar Apfel (1914)
- The Perils of Pauline, de Louis J. Gasnier y Donald MacKenzie (1914)
- The Stain, de Frank Powell (1914)
- All Love Excelling, de Donald MacKenzie (1914)
- The Corsair, de Frank Powell (1914)
- The Walls of Jericho, de Lloyd B. Carleton y James K. Hackett (1914)
- The Taint (1914)
- A Fool There Was, de Frank Powell (1915)
- The Celebrated Scandal, de James Durkin y J. Gordon Edwards (1915)
- Anna Karenina, de J. Gordon Edwards (1915)
- The Iron Claw, de Edward José y George B. Seitz (1916)

### Guionista
- How Rastus Gets His Turkey, de Theodore Wharton (1910)
- Children of the Ghetto, de Paul Powell (1915)
- Poppy, de Edward José (1917)
- Mothers of Men, de Edward José (1920)
- The Prodigal Judge, de Edward José (1922)

### Productor
- The Iron Claw, de Edward José y George B. Seitz (1916)
- The Light That Failed, de Edward José (1916)
- Mothers of Men, de Edward José (1920)